# فهرست آقای گل‌های لیگ فوتبال ایران

غلامحسین مظلومی، اولین بازیکنی که ۳ بار آقای گل شد و اولین بازیکنی که با دو باشگاه مختلف توانست به این مهم دست‌یابد.

آقای گل‌های لیگ فوتبال ایران به بازیکنانی گفته می‌شود که از اولین دوره برگزاری لیگ فوتبال ایران در ۱۳۴۹، تاکنون در طول یک فصل از بالاترین دستهٔ لیگ فوتبال ایران (شامل: جام منطقه‌ای، جام تخت جمشید، جام قدس، جام آزادگان یا لیگ برتر) بیش از دیگران موفق به گل‌زدن شده‌اند. نخستین آقای گل تاریخ لیگ ایران حسین کلانی است که در نخستین دوره لیگ ایران یعنی جام منطقه‌ای ایران ۱۳۴۹ این عنوان را کسب کرد. در مجموع و تا پایان لیگ برتر ۰۴–۱۴۰۳، ۴۰ بازیکن مختلف توانسته‌اند آقای گل فوتبال ایران شوند.
رکورددار بیشترین دفعات آقای گلی لیگ ایران (به ترتیب کسب عنوان) غلامحسین مظلومی و غلامرضا عنایتی هر یک با ۳ بار آقای گلی هستند. حسین کلانی، عزیز اسپندار، فرشاد پیوس، کریم انصاری‌فرد، مهدی طارمی و شهریار مغانلو نیز ۲ بار بهترین گلزن لیگ بوده‌اند و بقیه گلزنان تنها یک‌بار به این عنوان رسیده‌اند. در ۶ دوره از لیگ، ۲ بازیکن به‌طور همزمان و مشترک آقای گل شده‌اند
تاکنون ۸ بازیکن خارجی موفق به آقای گلی شده‌اند که ۳ بازیکن از برزیل، ۲ بازیکن از عراق، ۲ بازیکن از نیجریه و ۱ بازیکن از مالی هستند. مهند مهدی النداوی عراقی با آقای گلی در لیگ آزادگان ۷۹–۱۳۷۸ نخستین آقای گل خارجی لیگ ایران لقب گرفت و آخرین آقای گل خارجی لیگ گادوین منشا از نیجریه است. سپاهان تنها تیمی است که ۲ بازیکن خارجی‌اش آقای گل شده‌اند. همچنین در لیگ برتر ۹۸–۱۳۹۷ دو بازیکن خارجی، هر دو از برزیل، به‌طور مشترک آقای گل شدند.
از میان تیم‌ها پرسپولیس تنها تیمی است که دو بازیکن از این تیم در یک فصل مشترکاً عنوان آقای گلی را کسب کرده‌اند و این تیم نیز تنها تیمی است که در ۳ فصل متوالی بازیکنان این تیم عنوان آقای گلی را کسب کرده‌اند.
از پایان لیگ برتر ۹۲–۱۳۹۱ که اولین مراسم جشن فوتبال ایران برگزار شد، به آقای گل جایزه «کفش طلای برترین گلزن لیگ برتر» تعلق می‌گیرد و سید جلال رافخایی نخستین بازیکنی بود که این جایزه را دریافت کرد. پیش از این جایزه‌ای به آقای گل‌ها داده نمی‌شد و تنها استثنا لیگ برتر ۸۵–۱۳۸۴ بود که در هفته پایانی مسابقات به غلامرضا عنایتی، آقای گل آن فصل، یک کفش طلایی داده شد.

## فهرست
راهنما
- در ستون تعداد بازی‌ها مراحل حذفی فصل‌هایی که نیمه‌نهایی و فینال داشته‌اند نیز حساب شده‌اند.
- عددهای داخل پرانتز، دفعات دوم به بعد آقای گلی بازیکن را نشان می‌دهد.
- نشان‌گر آن است که در آن فصل بیش از یک نفر آقای گل شده‌است.
- نشان‌گر آن است که باشگاه در آن فصل قهرمان لیگ شده‌است.

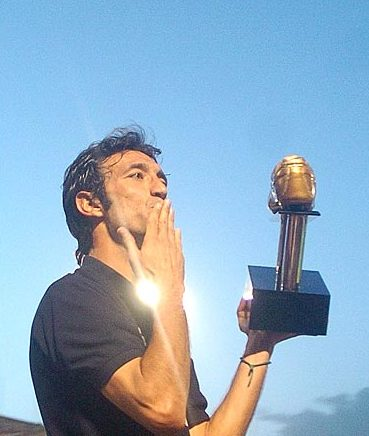
غلامرضا عنایتی، با ۵۸ گل زده به عنوان آقای گل آمار بیشترین گل زده را بین آقای گل‌های ایران به خود اختصاص داده‌است.

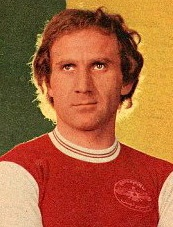
حسین کلانی، نخستین آقای گل فوتبال ایران و اولین بازیکنی که ۲ مرتبه پیاپی آقای گل شد.

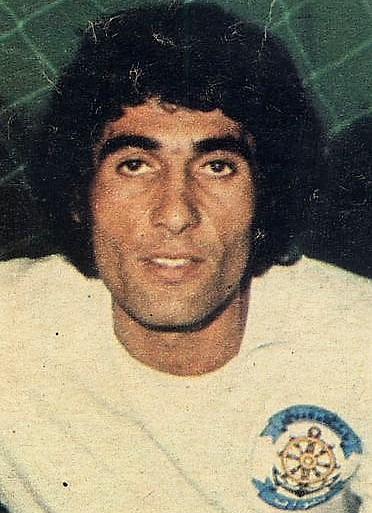
عزیز اسپندار، سومین بازیکنی که ۲ بار آقای گل شد و اولین بازیکنی که بدون بازی کردن در تیم‌های تهرانی آقای گل شد.

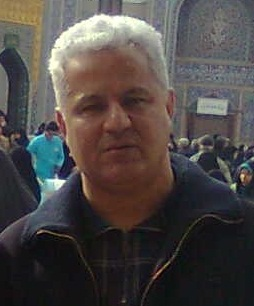
فرشاد پیوس، دومین بازیکنی که ۲ بار آقای گل شد و نخستین آقای گل فوتبال ایران که توانست ۲۰ گل یا بیشتر بزند.

| آقای گل‌های لیگ فوتبال ایران | آقای گل‌های لیگ فوتبال ایران | آقای گل‌های لیگ فوتبال ایران | آقای گل‌های لیگ فوتبال ایران | آقای گل‌های لیگ فوتبال ایران | آقای گل‌های لیگ فوتبال ایران | آقای گل‌های لیگ فوتبال ایران |
| لیگ                         | فصل                         | نام                         | ملیت                        | باشگاه                      | تعداد گل                    | منابع                       |
| --------------------------- | --------------------------- | --------------------------- | --------------------------- | --------------------------- | --------------------------- | --------------------------- |
| جام منطقه‌ای                 | ۱۳۴۹                        | حسین کلانی                  | ایران                       | پرسپولیس                    | ۷                           | [ ۵ ]                       |
| جام منطقه‌ای                 | ۱۳۵۰                        | حسین کلانی (۲)              | ایران                       | پرسپولیس                    | ۱۱                          | [ ۵ ]                       |
| جام منطقه‌ای                 | ۱۳۵۰                        | صفر ایرانپاک                | ایران                       | پرسپولیس                    | ۱۱                          | [ ۵ ]                       |
| جام تخت جمشید               | ۱۳۵۲                        | غلامحسین مظلومی             | ایران                       | تاج                         | ۱۵                          | [ ۵ ]                       |
| جام تخت جمشید               | ۱۳۵۳                        | غلامحسین مظلومی (۲)         | ایران                       | تاج                         | ۱۰                          | [ ۵ ]                       |
| جام تخت جمشید               | ۱۳۵۳                        | عزیز اسپندار                | ایران                       | ملوان                       | ۱۰                          | [ ۵ ]                       |
| جام تخت جمشید               | ۱۳۵۴                        | ناصر نورایی                 | ایران                       | هما                         | ۱۸                          | [ ۵ ]                       |
| جام تخت جمشید               | ۱۳۵۵                        | غلامحسین مظلومی (۳)         | ایران                       | شهباز                       | ۱۹                          | [ ۵ ]                       |
| جام تخت جمشید               | ۱۳۵۶                        | عزیز اسپندار (۲)            | ایران                       | ملوان                       | ۱۶                          | [ ۵ ]                       |
| جام تخت جمشید               | ۱۳۵۷                        | حسین فرکی                   | ایران                       | پاس                         | ۷                           | [ ۵ ]                       |
| جام قدس                     | ۶۹–۱۳۶۸                     | محمد احمدزاده               | ایران                       | ملوان                       | ۱۶                          | [ ۵ ]                       |
| جام آزادگان                 | ۷۱–۱۳۷۰                     | فرشاد پیوس                  | ایران                       | پرسپولیس                    | ۱۱                          | [ ۵ ]                       |
| جام آزادگان                 | ۱۳۷۱                        | جمشید شاه‌محمدی              | ایران                       | کشاورز                      | ۱۱                          | [ ۵ ]                       |
| جام آزادگان                 | ۱۳۷۲                        | عباس سیمکانی                | ایران                       | ذوب‌آهن                      | ۱۷                          | [ ۵ ]                       |
| جام آزادگان                 | ۱۳۷۳                        | فرشاد پیوس (۲)              | ایران                       | پرسپولیس                    | ۲۰                          | [ ۵ ]                       |
| جام آزادگان                 | ۱۳۷۴                        | محمد مؤمنی                  | ایران                       | پلی‌اکریل                    | ۱۹                          | [ ۵ ]                       |
| جام آزادگان                 | ۷۶–۱۳۷۵                     | علی‌اصغر مدیرروستا           | ایران                       | بهمن                        | ۱۸                          | [ ۵ ]                       |
| جام آزادگان                 | ۷۷–۱۳۷۶                     | حسین خطیبی                  | ایران                       | شهرداری تبریز               | ۱۶                          | [ ۵ ]                       |
| جام آزادگان                 | ۷۸–۱۳۷۷                     | کوروش برمک                  | ایران                       | تراکتورسازی                 | ۱۴                          | [ ۵ ]                       |
| جام آزادگان                 | ۷۸–۱۳۷۷                     | عبدالجلیل گل‌چشمه            | ایران                       | ابومسلم                     | ۱۴                          | [ ۵ ]                       |
| جام آزادگان                 | ۷۹–۱۳۷۸                     | مهند مهدی النداوی           | عراق                        | صنعت نفت                    | ۱۵                          | [ ۵ ]                       |
| جام آزادگان                 | ۸۰–۱۳۷۹                     | علی سامره                   | ایران                       | استقلال                     | ۱۴                          | [ ۵ ]                       |
| جام آزادگان                 | ۸۰–۱۳۷۹                     | رضا صاحبی                   | ایران                       | ذوب‌آهن                      | ۱۴                          | [ ۵ ]                       |
| جام خلیج فارس               | ۸۱–۱۳۸۰                     | غلام‌رضا عنایتی              | ایران                       | ابومسلم                     | ۱۷                          | [ ۶ ]                       |
| جام خلیج فارس               | ۸۲–۱۳۸۱                     | ادموند بزیک                 | ایران                       | سپاهان                      | ۱۳                          | [ ۶ ]                       |
| جام خلیج فارس               | ۸۳–۱۳۸۲                     | علی دایی                    | ایران                       | پرسپولیس                    | ۱۶                          | [ ۶ ]                       |
| جام خلیج فارس               | ۸۴–۱۳۸۳                     | غلام‌رضا عنایتی (۲)          | ایران                       | استقلال                     | ۲۰                          | [ ۶ ]                       |
| جام خلیج فارس               | ۸۵–۱۳۸۴                     | غلام‌رضا عنایتی (۳)          | ایران                       | استقلال                     | ۲۱                          | [ ۶ ]                       |
| جام خلیج فارس               | ۸۶–۱۳۸۵                     | مهدی رجب‌زاده                | ایران                       | ذوب‌آهن                      | ۱۷                          | [ ۶ ]                       |
| جام خلیج فارس               | ۸۶–۱۳۸۵                     | عرفان اولروم                | نیجریه                      | ابومسلم                     | ۱۷                          | [ ۶ ]                       |
| جام خلیج فارس               | ۸۷–۱۳۸۶                     | محسن خلیلی                  | ایران                       | پرسپولیس                    | ۱۸                          | [ ۶ ]                       |
| جام خلیج فارس               | ۸۷–۱۳۸۶                     | هادی اصغری                  | ایران                       | راه‌آهن                      | ۱۸                          | [ ۶ ]                       |
| جام خلیج فارس               | ۸۸–۱۳۸۷                     | آرش برهانی                  | ایران                       | استقلال                     | ۲۱                          | [ ۶ ]                       |
| جام خلیج فارس               | ۸۹–۱۳۸۸                     | عماد رضا                    | عراق                        | سپاهان                      | ۱۹                          | [ ۶ ]                       |
| جام خلیج فارس               | ۹۰–۱۳۸۹                     | رضا نوروزی                  | ایران                       | فولاد                       | ۲۴                          | [ ۶ ]                       |
| جام خلیج فارس               | ۹۱–۱۳۹۰                     | کریم انصاری‌فرد              | ایران                       | سایپا                       | ۲۱                          | [ ۶ ]                       |
| جام خلیج فارس               | ۹۲–۱۳۹۱                     | سید جلال رافخایی            | ایران                       | ملوان                       | ۱۹                          | [ ۶ ]                       |
| جام خلیج فارس               | ۹۳–۱۳۹۲                     | کریم انصاری‌فرد (۲)          | ایران                       | تراکتورسازی                 | ۱۴                          | [ ۶ ]                       |
| جام خلیج فارس               | ۹۴–۱۳۹۳                     | لوسیانو ادینهو              | برزیل                       | تراکتورسازی                 | ۲۰                          | [ ۶ ]                       |
| جام خلیج فارس               | ۹۵–۱۳۹۴                     | مهدی طارمی                  | ایران                       | پرسپولیس                    | ۱۶                          | [ ۶ ]                       |
| جام خلیج فارس               | ۹۶–۱۳۹۵                     | مهدی طارمی (۲)              | ایران                       | پرسپولیس                    | ۱۸                          | [ ۶ ]                       |
| جام خلیج فارس               | ۹۷–۱۳۹۶                     | علی علیپور                  | ایران                       | پرسپولیس                    | ۱۹                          | [ ۷ ]                       |
| جام خلیج فارس               | ۹۸–۱۳۹۷                     | کیروس استنلی                | برزیل                       | سپاهان                      | ۱۶                          | [ ۸ ]                       |
| جام خلیج فارس               | ۹۸–۱۳۹۷                     | لوسیانو پریرا مندز          | برزیل                       | فولاد                       | ۱۶                          | [ ۸ ]                       |
| جام خلیج فارس               | ۹۹–۱۳۹۸                     | شیخ دیاباته                 | مالی                        | استقلال                     | ۱۵                          | [ ۹ ]                       |
| جام خلیج فارس               | ۱۴۰۰–۱۳۹۹                   | سجاد شهباززاده              | ایران                       | سپاهان                      | ۲۰                          |                             |
| جام خلیج فارس               | ۰۱–۱۴۰۰                     | گادوین منشا                 | نیجریه                      | مس رفسنجان                  | ۱۴                          |                             |
| جام خلیج فارس               | ۰۲–۱۴۰۱                     | شهریار مغانلو               | ایران                       | سپاهان                      | ۱۳                          |                             |
| جام خلیج فارس               | ۰۳–۱۴۰۲                     | شهریار مغانلو (۲)           | ایران                       | سپاهان                      | ۱۶                          | [ ۱۰ ]                      |
| جام خلیج فارس               | ۰۴–۱۴۰۳                     | امیرحسین حسین‌زاده           | ایران                       | تراکتور                     | ۱۴                          | [ ۱۱ ]                      |

## آمار

### آقای گل‌ها بر پایهٔ کشور

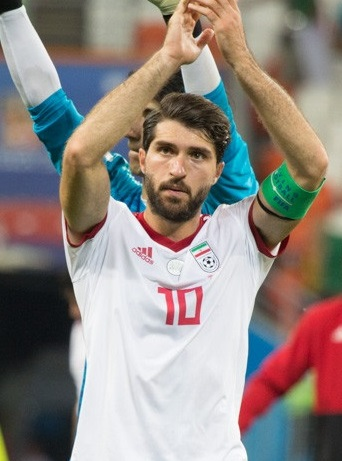
کریم انصاری‌فرد، چهارمین بازیکنی که ۲ مرتبه آقای گل شد.

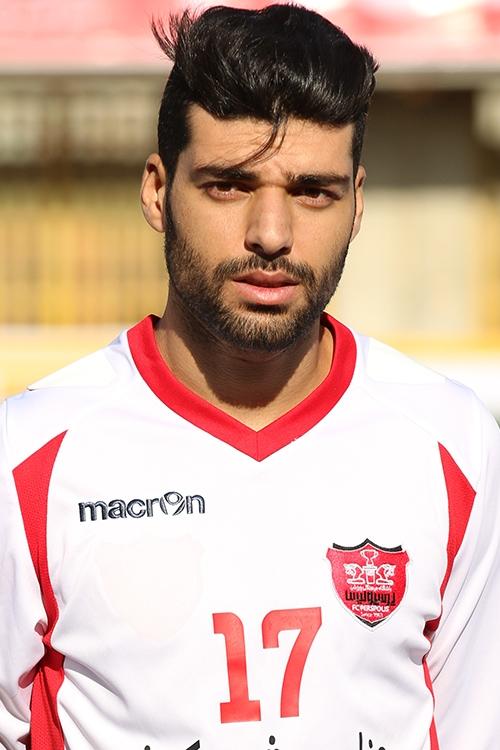
مهدی طارمی، پنجمین بازیکنی که ۲ بار آقای گل شد.

| رتبه | کشور   | آقای گلی |
| ---- | ------ | -------- |
| ۱    | ایران  | ۴۰       |
| ۲    | برزیل  | ۳        |
| ۳    | عراق   | ۲        |
| ۴    | نیجریه | ۲        |
| ۵    | مالی   | ۱        |

### آقای گل‌ها بر پایهٔ باشگاه
| رتبه | باشگاه        | تعداد آقای گل | تعداد بازیکن آقای گل | فصل‌ها                                                                             |
| ---- | ------------- | ------------- | -------------------- | --------------------------------------------------------------------------------- |
| ۱    | پرسپولیس      | ۱۰            | ۷                    | ۱۳۴۹، ۱۳۵۰ (۲ بازیکن)، ۷۱–۱۳۷۰، ۱۳۷۳، ۸۳–۱۳۸۲، ۸۷–۱۳۸۶، ۹۵–۱۳۹۴، ۹۶–۱۳۹۵، ۹۷–۱۳۹۶ |
| ۲    | استقلال       | ۷             | ۵                    | ۱۳۵۲، ۱۳۵۳، ۸۰–۱۳۷۹، ۸۴–۱۳۸۳، ۸۵–۱۳۸۴، ۸۸–۱۳۸۷، ۹۹–۱۳۹۸                           |
| ۳    | سپاهان        | ۶             | ۶                    | ۸۲–۱۳۸۱، ۸۹–۱۳۸۸، ۹۸–۱۳۹۷، ۰۰–۱۳۹۹، ۰۲–۱۴۰۱ ۰۳–۱۴۰۲                               |
| ۴    | تراکتورسازی   | ۴             | ۴                    | ۷۸–۱۳۷۷، ۹۳–۱۳۹۲، ۹۴–۱۳۹۳، ۰۴–۱۴۰۳                                                |
| ۵    | ملوان         | ۴             | ۳                    | ۱۳۵۳، ۱۳۵۶، ۶۹–۱۳۶۸، ۹۲–۱۳۹۱                                                      |
| ۶    | ذوب‌آهن        | ۳             | ۳                    | ۱۳۷۲، ۸۰–۱۳۷۹، ۸۶–۱۳۸۵                                                            |
| ۶    | ابومسلم       | ۳             | ۳                    | ۷۸–۱۳۷۷، ۸۱–۱۳۸۰، ۸۶–۱۳۸۵                                                         |
| ۸    | فولاد         | ۲             | ۲                    | ۹۰–۱۳۸۹، ۹۸–۱۳۹۷                                                                  |
| ۹    | هما           | ۱             | ۱                    | ۱۳۵۴                                                                              |
| ۹    | شهباز         | ۱             | ۱                    | ۱۳۵۵                                                                              |
| ۹    | کشاورز        | ۱             | ۱                    | ۱۳۷۱                                                                              |
| ۹    | پلی‌اکریل      | ۱             | ۱                    | ۱۳۷۴                                                                              |
| ۹    | بهمن          | ۱             | ۱                    | ۷۶–۱۳۷۵                                                                           |
| ۹    | شهرداری تبریز | ۱             | ۱                    | ۷۷–۱۳۷۶                                                                           |
| ۹    | صنعت نفت      | ۱             | ۱                    | ۷۹–۱۳۷۸                                                                           |
| ۹    | راه‌آهن        | ۱             | ۱                    | ۸۷–۱۳۸۶                                                                           |
| ۹    | سایپا         | ۱             | ۱                    | ۹۱–۱۳۹۰                                                                           |
| ۹    | مس رفسنجان    | ۱             | ۱                    | ۰۱–۱۴۰۰                                                                           |

### آقای گل‌ها با بیش از یک عنوان
| رتبه | بازیکن          | تعداد آقای گلی | تیم‌ها                                           |
| ---- | --------------- | -------------- | ----------------------------------------------- |
| ۱    | غلامحسین مظلومی | ۳ بار          | تاج (۲): ۱۳۵۲، ۱۳۵۳، شهباز: ۱۳۵۵                |
| ۱    | غلام‌رضا عنایتی  | ۳ بار          | ابومسلم: ۸۱–۱۳۸۰، استقلال (۲): ۸۴–۱۳۸۳، ۸۵–۱۳۸۴ |
| ۳    | حسین کلانی      | ۲ بار          | پرسپولیس (۲): ۱۳۴۹، ۱۳۵۰                        |
| ۳    | عزیز اسپندار    | ۲ بار          | ملوان (۲): ۱۳۵۳، ۱۳۵۶                           |
| ۳    | فرشاد پیوس      | ۲ بار          | پرسپولیس (۲): ۷۱–۱۳۷۰، ۱۳۷۳                     |
| ۳    | کریم انصاری‌فرد  | ۲ بار          | سایپا: ۹۱–۱۳۹۰، تراکتورسازی: ۹۳–۱۳۹۲            |
| ۳    | مهدی طارمی      | ۲ بار          | پرسپولیس (۲): ۹۵–۱۳۹۴، ۹۶–۱۳۹۵                  |
| ۴    | شهریار مغانلو   | ۲ بار          | سپاهان (۲): ۰۲–۱۴۰۱، ۰۳–۱۴۰۲                    |

## آمار
- بیشترین گل‌زده آقای گل در ۱ فصل: ۲۴
  - رضا نوروزی از فولاد در لیگ برتر ۹۰–۱۳۸۹[۱۲]
- بهترین نرخ گل‌زنی آقای گل: ۱٫۷۵ گل در هر بازی
  - حسین کلانی از پرسپولیس در جام منطقه‌ای ۱۳۴۹ در ۴ مسابقه ۷ گل به ثمر رساند.[۱۳]
- بهترین آقای گل خارجی:
  - ادینهو از تراکتورسازی با ۲۰ گل در لیگ برتر ۹۴–۱۳۹۳ عنوان بهترین آقای گل خارجی را در اختیار دارد.
- بازیکنانی که به شکل متوالی آقای گل شده‌اند: ۵ نفر
  - حسین کلانی از پرسپولیس در ۱۳۴۹ و ۱۳۵۰.
  - غلامحسین مظلومی از تاج در ۱۳۵۲ و ۱۳۵۳.
  - رضا عنایتی از استقلال در ۸۴–۱۳۸۳ و ۸۵–۱۳۸۴.
  - مهدی طارمی از پرسپولیس در ۹۵–۱۳۹۴ و ۹۶–۱۳۹۵.
  - شهریار مغانلو از سپاهان  در ۰۲–۱۴۰۱ و ۰۳–۱۴۰۲
- تیم‌های که به شکل متوالی آقای گل داشته‌اند: ۴ تیم
  - ۳ دوره: پرسپولیس؛ ۹۵–۱۳۹۴، ۹۶–۱۳۹۵، ۹۷–۱۳۹۶.
  - ۲ دوره: پرسپولیس؛ ۱۳۴۹، ۱۳۵۰.
  - ۲ دوره: تاج (۲ مرتبه)؛ ۱۳۵۲، ۱۳۵۳، ۸۴–۱۳۸۳، ۸۵–۱۳۸۴.
  - ۲ دوره: تراکتور سازی؛ ۹۳–۱۳۹۲، ۹۴–۱۳۹۳
  - ۲ دوره: سپاهان ؛ ۰۲–۱۴۰۱، ۰۳–۱۴۰۲
- طولانی‌ترین بازهٔ زمانی آقای گلی: ۳ فصل
  - ۳ فصل: بین اولین و آخرین آقای گلی غلامرضا عنایتی در ۸۱–۱۳۸۰ و ۸۵–۱۳۸۴ سه فصل فاصله بود.
- آقای گل‌های لیگ‌ها:
  - جام منطقه‌ای: حسین کلانی با ۱۸ گل.[۵]
  - جام تخت‌جمشید: غلامحسین مظلومی با ۶۵ گل.[۱۴]
  - جام قدس: محمد احمدزاده با ۱۶ گل.[۵]
  - لیگ برتر: رضا عنایتی با ۱۴۷ گل.[۱۵]